# BCアリタ
BCアリタ（リトアニア語: BC Alita）は、かつてリトアニア・アリートゥスを本拠地として活動していたプロバスケットボールクラブである。リトアニア・バスケットボール・リーグ (LKL) に所属していた。

## 歴史
1995年、リトアニア・バスケットボール・リーグ (LKL) の地理的拡大を目的として、アリートゥスに新クラブが設立される。設立当初はサヴィー (Savy) と称していたが、1996年にアリタ＝サヴィー (Alita-Savy) に改称し、1997年にアリタ (Alita) に改称した。
2005年、活動休止となる。BCアリタの後継として、BCアリートゥスが設立された。

## 成績
| シーズン  | リーグ | レギュラーシーズン | プレイオフ | その他                     |
| --------- | ------ | ------------------ | ---------- | -------------------------- |
| 1995–96   | LKL    | 9位                | 出場ならず |                            |
| 1996–97   | LKL    | 6位                | ベスト8    |                            |
| 1997–98   | LKL    | 8位                | ベスト8    |                            |
| 1998–99   | LKL    | 3位                | ベスト8    | NEBL6位                    |
| 1999–2000 | LKL    | 5位                | ベスト8    | NEBL13位                   |
| 2000–01   | LKL    | 6位                | 4位        | NEBLチャレンジカップ準優勝 |
| 2001–02   | LKL    | 4位                | 3位        | NEBLチャレンジカップ優勝   |
| 2002–03   | LKL    | 4位                | 3位        |                            |
| 2003–04   | LKL    | 5位                | ベスト8    |                            |
| 2004–05   | LKL    | 7位                | ベスト8    | BBLチャレンジカップ5位     |

## 主な歴代所属選手
- クシシュトフ・ラヴリノヴィチ
- ダリウシュ・ラヴリノヴィチ